# Groupe des chlorites
« Chlorite (minéral) » redirige ici. Ne pas confondre avec Chlorite (chimie).
Une chlorite est un minéral alumino-silicaté de fer ou de magnésium, généralement de couleur verdâtre, et voisin du mica par sa structure et ses propriétés physico-chimiques.
Aujourd'hui, le terme chlorite ne désigne plus un minéral précis mais une quinzaine de minéraux qui forment le groupe des chlorites, des phyllosilicates. Leur formule générale est (Fe,Mg,Al)6(Si,Al)4O10(OH)8.

## Historique de la description et appellations
Le nom « chlorite » vient du latin chloritis (« pierre de couleur verte »), lui-même transcrit du grec χλωρῖτις (khlôritis). Ce dernier terme dérive de χλωρός (chloros), « vert », en référence à la couleur de ces minéraux. Ils ne contiennent pas de chlore, mais partagent seulement avec lui une étymologie commune.
La première mention connue d'une chlorite, en français, date de 1578 ; on l'y décrit comme une  « pierre précieuse de couleur verte ».

## Caractéristiques physico-chimiques

### Critères de détermination
La plupart des chlorites sont de couleur verte, mais il existe des spécimens de couleurs différentes : jaune, rouge ou blanc. Leur aspect est vitreux, perlé ou mat, et leur trait est vert pâle ou gris. Elles sont peu dures, entre 2 et 2,5 sur l'échelle de Mohs, et peuvent être rayées par l'ongle, produisant une poudre verte. Leur densité varie entre 2,6 et 3,3 en fonction de leur composition chimique.
Les chlorites forment très rarement des cristaux bien formés avec des faces prismatiques et pyramidales. Elles forment le plus souvent des feuillets ou des plaques fines, pseudo-hexagonales parallèles au plan {001} et flexibles, ainsi que des sphérules. Elles présentent toutes un clivage parfait sur le plan {001}.

### Composition chimique
Les chlorites sont des phyllosilicates hydratés. Elles contiennent des cations de taille moyenne comme le fer, le magnésium et l'aluminium. Le lithium, le vanadium, chrome, le manganèse, le nickel, le cuivre et le zinc se rencontrent également. Le silicium peut être partiellement substitué par le béryllium, le bore, le fer ou le zinc.

### Cristallochimie
Selon la classification de Dana, les chlorites appartiennent au groupe 71.04.01. Ce sont des phyllosilicates (classe 71) dont les couches sont formées d'anneaux à six membres, avec une alternance de feuillets 2:1 ou TOT (deux couches de tétraèdres T enserrant une couche centrale d'octaèdres O) et d'une couche de type brucite, Mg(OH)2 ou de type gibbsite, Al(OH)3 (couche isolée d'octaèdres) occupant l'espace entre les feuillets TOT (71.04).
| Minéral        | Formule                                | Groupe ponctuel                 | Groupe d'espace |
| -------------- | -------------------------------------- | ------------------------------- | --------------- |
| Donbassite     | Al2[Al2,33][Si3AlO10](OH)8             | 2/m                             | C2/m            |
| Cookéite       | LiAl4(Si3Al)O10(OH)8                   | 1, 2 ou 2/m                     | C1, C2 ou Cc    |
| Sudoïte        | Mg2(Al,Fe)3Si3AlO10(OH)8               | 2/m                             | C2/m            |
| Clinochlore    | (Mg,Fe)5Al(Si3Al)O10(OH)8              | 2/m                             | C2/m            |
| Nimite         | (Ni,Mg,Fe)5Al(Si3Al)O10(OH)8           | 2/m                             | C2/m            |
| Baileychlore   | (Zn,Al)3[Fe2Al][Si3AlO10](OH)8         | 1 ou 1                          | C1 ou C1        |
| Chamosite      | (Fe,Mg,Fe)5Al(Si3Al)O10(OH,O)8         | 2/m                             | C2/m            |
| Pennantite     | Mn5Al(Si3Al)O10(OH)8                   | 2/m                             | C2/m            |
| Orthochamosite | (Fe,Mg,Fe)5Al(Si3Al)O10(OH,O)8         | orthorhombique pseudo-hexagonal | inconnu         |
| Borocookéite   | Li1+3xAl4-x(BSi3)O10(OH,F)8 (x ≤ 0,33) | 2/m                             | C2/m            |

Les chlorites font partie du groupe des phyllosilicates micacés composés de réseaux tétraédriques et octaédriques selon la classification de Strunz, avec la franklinfurnacéite, la gonyérite, l'odinite et la glagolévite qui ne font pas partie du groupe des chlorites.

### Structure cristalline
Les chlorites ont le plus souvent un système cristallin monoclinique, mais elles peuvent aussi être tricliniques. L'orthochamosite est un polymorphe de la chamosite qui cristallise dans le système orthorhombique.

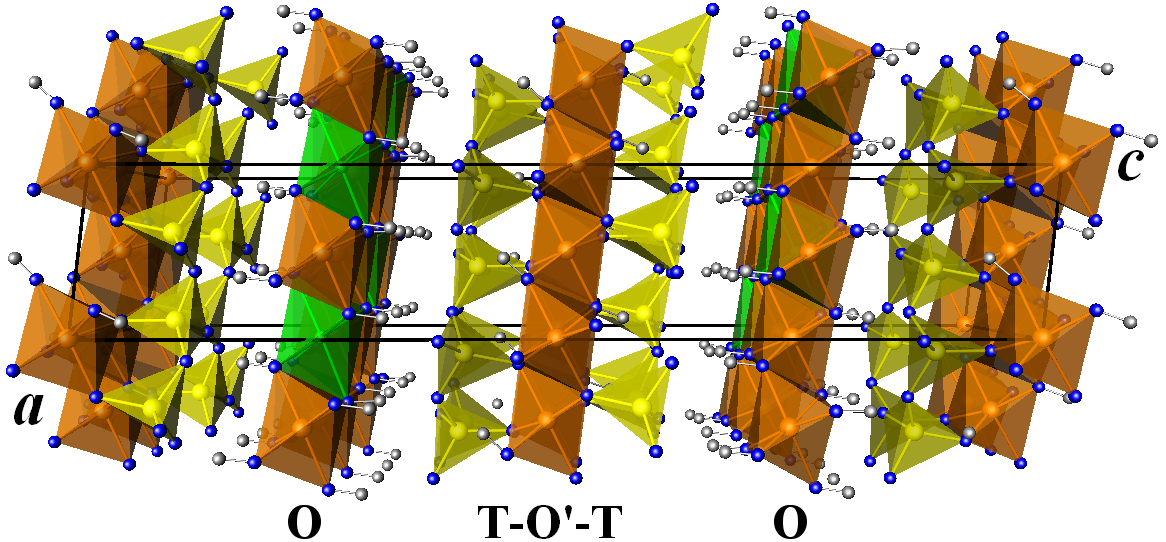
Exemple de chlorite : structure de la cookéite r, projetée le long de la direction b (vue en perspective). Jaune : Si, orange : Al, vert : Li, bleu : O, gris : H. La structure en anneaux à six membres des couches T est particulièrement visible dans la couche de gauche.

La structure des chlorites est proche de celle des micas. Elle consiste en un empilement de couches parallèles au plan (001), qui contiennent les éléments métalliques et de couches d'aluminosilicates. Le polyèdre de coordination des éléments métalliques est un octaèdre dont les sommets sont les anions O2− ou des groupes hydroxyles (OH)−. Les couches d'aluminosilicates contiennent une couche d'aluminium en coordination octaédrique et deux couches d'aluminosilicates formées par des anneaux à six-membres (Si,Al)6O18 de tétraèdres (Si,Al)O4. Les couches sont reliées entre elles par des liaisons hydrogène.
Il existe deux types de couches d'octaèdres, notées O et O', qui diffèrent par leur taux de remplissage. Les couches O' sont entourées par deux couches d'anneaux à six membres de tétraèdres d'aluminosilicate, notées T, pour former des couches T-O'-T.
Les couches O sont constituées d'octaèdres M(OH)6 reliés entre eux par leurs arêtes, où M peut être le fer, le magnésium, l'aluminium, le nickel, le lithium… Les sites M sont à « occupation mixte », c'est-à-dire que la distribution des différents cations n'est pas ordonnée dans la structure : les sites octaédriques ne peuvent accueillir qu'un seul cation à la fois, leur occupation chimique varie d'une maille à l'autre de façon non périodique. L'occupation d'un site par différentes espèces chimiques est décrite par ses pourcentages d'occupation, c'est-à-dire par la probabilité d'y trouver une certaine espèce chimique.
Les couches T-O'-T sont constituées d'une couche O' d'octaèdres M'O4(OH)2, où les sites M' peuvent être occupés par plusieurs cations, entourée de deux couches T de tétraèdres, (Si,Al)4O10, constituées d'anneaux à six membres (Si,Al)6O18 dans lesquels les tétraèdres (Si,Al)O4 ont généralement une occupation mixte de silicium et d'aluminium. Dans certains minéraux, les tétraèdres peuvent contenir du bore (borocookéite).
Pour tenir compte de la structure cristalline, la formule des chlorites est souvent écrite M'3(Si,Al)4O10(OH)2·M3(OH)6, M et M' reflétant la distribution différente des cations métalliques dans les couches O et T-O'-T.

### Classification des chlorites
À partir de leurs structures cristallines, les chlorites sont classées en quatre sous-groupes :
- les chlorites di,dioctaédriques ;
- les chlorites tri,trioctaédriques ;
- les chlorites di, trioctaédriques ;
- les chlorites tri, dioctaédriques.

| Feuillet TOT                          | Dioctaédrique | Dioctaédrique     | Trioctaédrique | Trioctaédrique                                                                                  |
| Feuillet 'Brucitique' O interfoliaire | Dioctaédrique | Trioctaédrique    | Dioctaédrique  | Trioctaédrique                                                                                  |
|                                       | Donbassite    | Cookéite, Sudoïte | Inconnu        | Diabantite, Penninite, Chamosite, Brunsvigite, Clinochlore, Thuringite, Ripidolite, Sheridanite |

- Le groupe Tri-Tri est le plus répandu sur Terre. Les groupes Di-Tri et Di-Di sont plus rares. Le groupe Tri-Di reste encore inconnu, aucun minéral de ce type n'a encore été découvert.

## Gites et gisements
Les chlorites se trouvent dans les roches magmatiques, métamorphiques et sédimentaires. Les chlorites sont, avec la kaolinite, des minéraux secondaires des dépôts de bauxite. En particulier, la sudoïte et la donbassite sont présentes en France dans les Pyrénées, aux États-Unis dans le comté de Gasconade de l'État du Missouri ainsi que dans certaines mines de Hongrie. Dans les roches métamorphiques, les chlorites apparaissent dans les micaschistes à base de quartz, albite, séricite et grenat. Dans les roches ultramicacées, le métamorphisme peut produire de la clinochlore associée au talc. Les chlorites sont aussi trouvées dans les minerais hydrothermaux et sont y souvent associées à l'épidote, la séricite, l'adulaire et aux sulfures.

## Formation
Les chlorites sont produites par la décomposition de minéraux ferro-magnésiens (altération de minéraux tels que les pyroxènes, les amphiboles et les biotites). Cette chloritisation est généralement associée à une très forte altération des plagioclases.

## Exploitation des gisements

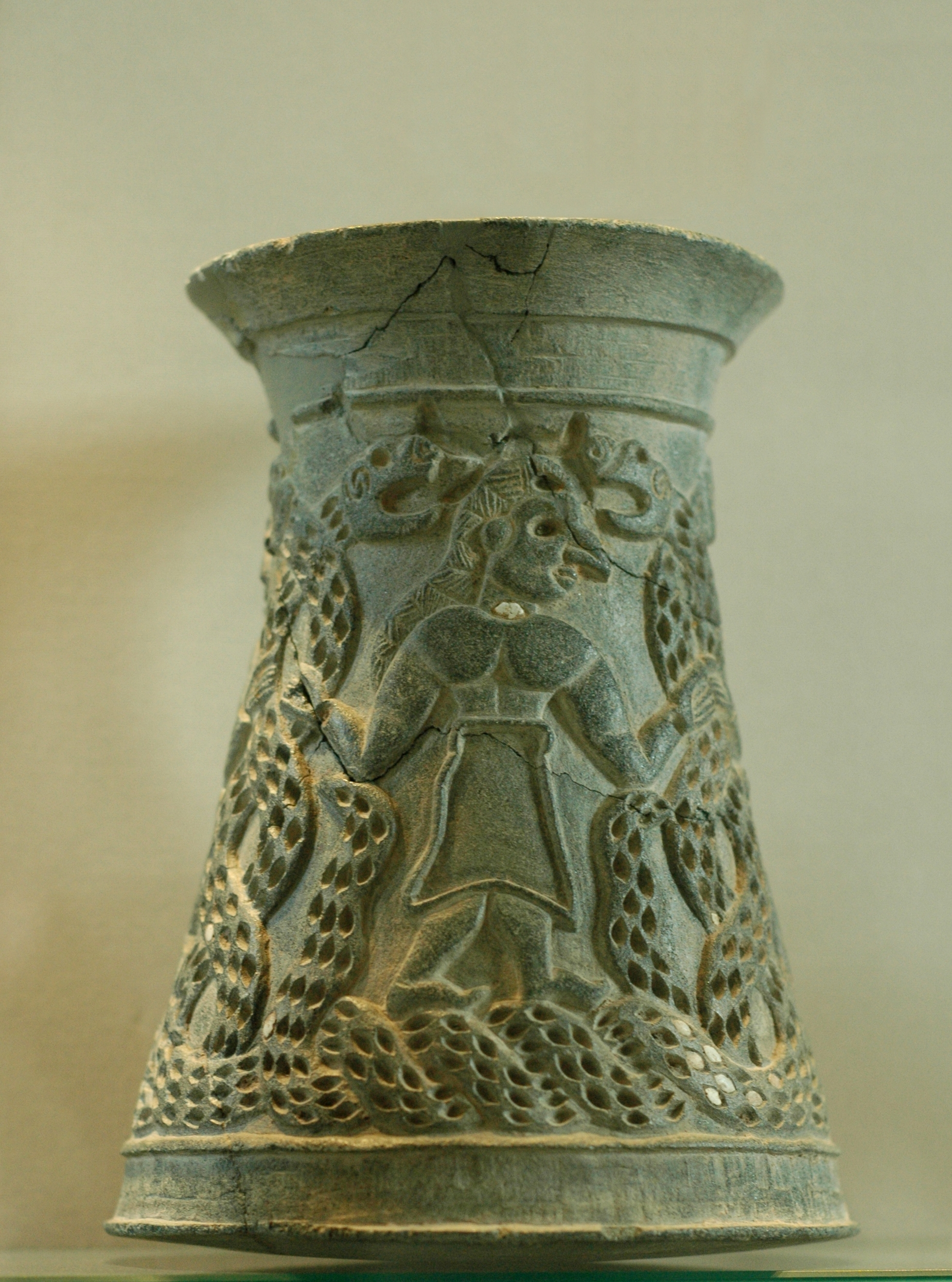
Vase en chlorite, nacre et turquoise (Iran).

Les chlorites sont des pierres semi-précieuses qui ont été l'objet de commerce très ancien, par exemple sur le site de Jiroft, en Iran.

## Galerie

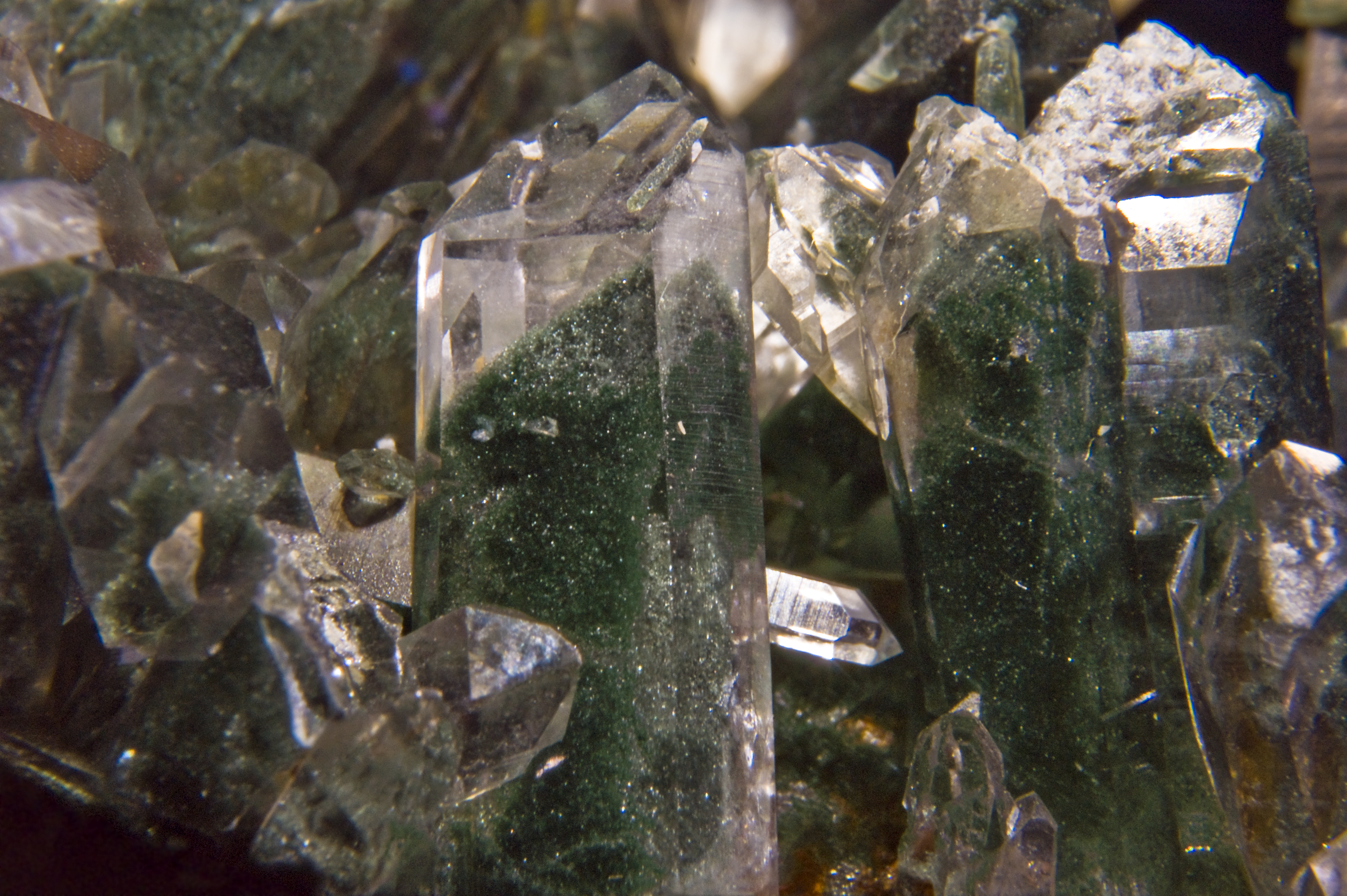
Quartz contenant des inclusions de chlorite. Taille : 10x9x63,3 cm. Bourg d'Oisans, Isère, Rhône-Alpes, France
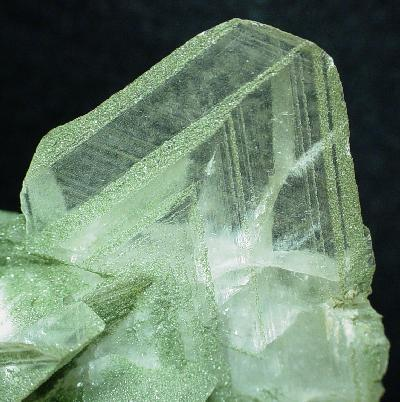
Calcite et chlorite. Taille : 6 × 5 × 3,5 cm. Lobbentorl, Venediger, Autriche.
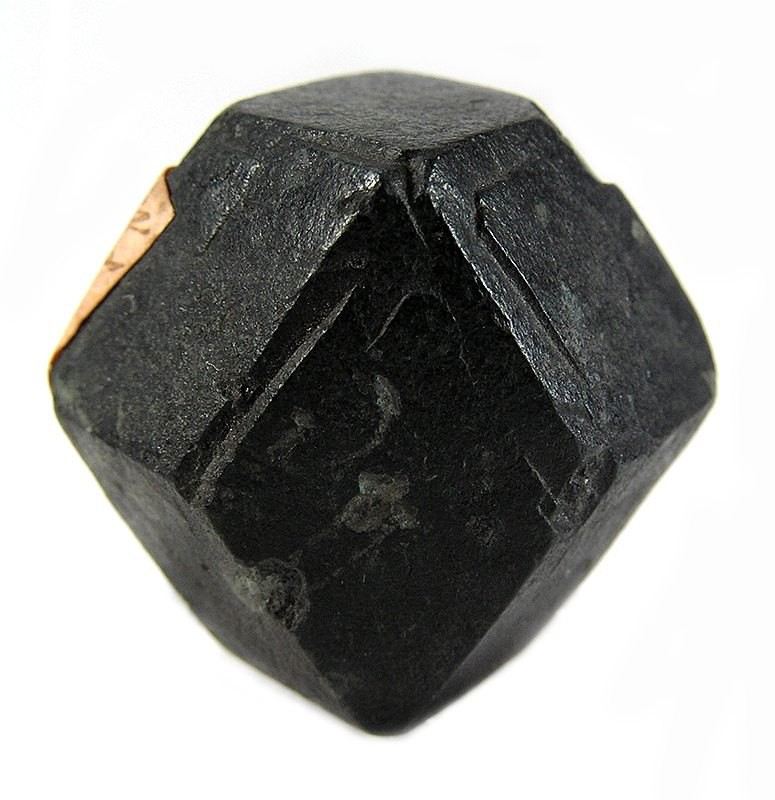
Pseudomorphose de grenat en chlorite. Taille : 3,5 × 3,1 × 2,7 cm. Mine Michigamme, comté de Marquette, États-Unis.